# Neudolbenus
Neudolbenus – wymarły rodzaj wojsiłki z rodziny Permochoristidae. W zapisie kopalnym znany z permu, z terenu Rosji.
Owady te znane są wyłącznie ze skamieniałości przednich skrzydeł. Miały one od 7 do 17 mm długości, podługowato-owalny kształt i nakrapianą powierzchnię. Ich użyłkowanie cechowały: długa żyłka subkostalna z dwoma blisko usytuowanymi odgałęzieniami w części odsiebnej, dwugałęziste: sektor radialny i przednia żyłka medialna, sześciogałęzista tylna żyłka medialna, silnie ukośna nasada przedniej żyłki kubitalnej oraz cztery proste, długie i biegnące równolegle żyłki analne. Kształt pterostygmy był lancetowaty. Część analna skrzydła była wydłużona.
Rodzaj i zaliczane doń dwa gatunki opisane zostały w 2013 roku przez Aleksjeja Baszkujewa. Należą tu:
- Neudolbenus kopylovi Bashkuev, 2013 – trzy jego skamieniałości zostały znalezione w piętrze siewierdowinu w pobliżu wsi Isady, na terenie rosyjskiego obwodu wołogodzkiego. Epitet gatunkowy na cześć paleontologa Dimitrija Kopylowa. Miał przednie skrzydło długości od około 7,5 do około 9,6 mm[1].
- Neudolbenus giganteus Bashkuev, 2013 – jego jedyną skamieniałość znaleziono w piętrze siewierdowinu w pobliżu wsi Isady, na terenie rosyjskiego obwodu wołogodzkiego. Miał przednie skrzydło długości co najmniej 17 mm[1].